# Пођагрили (Сијена)
Пођагрили је насеље у Италији у округу Сијена, региону Тоскана.
Према процени из 2011. у насељу је живело 38 становника. Насеље се налази на надморској висини од 149 м.